# Pihlajalahti
Pihlajalahti är en sjö i Finland. Den ligger i Nyslott i landskapet Södra Savolax, i den sydöstra delen av landet, 270 km nordost om huvudstaden Helsingfors. Pihlajalahti ligger 98 meter över havet.